# بكر فلاتة
بكر فلاتة (مواليد 10 أبريل 1989) هو لاعب كرة قدم سعودي.
كانت بداياته مع نادي أحد و لعب بعدها لأندية القادسية والحزم والصفا و التضامن وعاد إلى نادي أحد في عام 2015 و انتقل إلى الفيحاء في عام 2016 و لعب معهم موسم ووقع مع نادي الشعلة في عام 2017 و وقع مع نادي نجران مطلع عام 2018 و في صيف 2018 وقع مع نادي الوطني و بعده وقع مع نادي المجد ونادي الحجاز ونادي الانتصار ونادي الذهب ونادي العلا.